# Morti nel 2009/Gennaio
| Questa pagina contiene informazioni ricavate automaticamente dalle voci biografiche con l'ausilio del template Bio e di un bot. L'aggiornamento è periodico e automatico e ricostruisce completamente la pagina. Se manca una persona in questa lista, sei pregato di non aggiungerla, ma accertati piuttosto che la sua voce biografica contenga il template Bio e che i dati anagrafici siano correttamente compilati. Se il template Bio manca, inseriscilo tu stesso o, in alternativa, metti l'avviso {{tmp\|Bio}} che ne segnala la mancanza. Se i dati riportati sono sbagliati, correggi direttamente la voce biografica; le modifiche saranno visibili in questa lista entro pochi giorni. Per chiarimenti vedi il progetto biografie. La lista contiene solo le 195 persone che sono citate nell'enciclopedia e per le quali è stato implementato correttamente il template Bio. Pagina aggiornata al 18 lug 2025. |

- 1º gennaio - Ron Asheton, chitarrista statunitense (n. 1948)
- 1º gennaio - Walter De Rigo, imprenditore e politico italiano (n. 1932)
- 1º gennaio - Conor Fahy, filologo e italianista britannico (n. 1928)
- 1º gennaio - Helen Horton, attrice statunitense (n. 1923)
- 1º gennaio - Franco Lanfredi, ufficiale e aviatore italiano (n. 1920)
- 1º gennaio - Dedi Montano, soprano italiano (n. 1917)
- 1º gennaio - Claiborne Pell, politico, militare e diplomatico statunitense (n. 1918)
- 1º gennaio - Edmund Purdom, attore e doppiatore britannico (n. 1924)
- 1º gennaio - Nizar Rayyan, terrorista palestinese (n. 1959)
- 1º gennaio - Johannes Mario Simmel, scrittore, sceneggiatore e giornalista austriaco (n. 1924)
- 1º gennaio - Helen Suzman, politica e attivista sudafricana (n. 1917)
- 1º gennaio - Gianni Uccelli, calciatore italiano (n. 1937)
- 1º gennaio - Giorgio de Marchis, scrittore, giornalista e critico d'arte italiano (n. 1930)
- 2 gennaio - Inger Christensen, poetessa, scrittrice e saggista danese (n. 1935)
- 2 gennaio - Hank DeZonie, cestista statunitense (n. 1922)
- 2 gennaio - Steven Gilborn, attore statunitense (n. 1936)
- 2 gennaio - Valentina Giovagnini, cantante e polistrumentista italiana (n. 1980)
- 2 gennaio - Ian Greaves, allenatore di calcio e calciatore inglese (n. 1932)
- 2 gennaio - Ryūzō Hiraki, dirigente sportivo, calciatore e allenatore di calcio giapponese (n. 1931)
- 2 gennaio - Maria de Jesus, supercentenaria portoghese (n. 1893)
- 2 gennaio - József Sákovics, schermidore ungherese (n. 1927)
- 2 gennaio - Rashid III bin Ahmad Al Mu'alla, emiro (n. 1932)
- 3 gennaio - Virgilio Condarcuri, politico e partigiano italiano (n. 1925)
- 3 gennaio - Luca Gelfi, ciclista su strada italiano (n. 1966)
- 3 gennaio - Pat Hingle, attore statunitense (n. 1924)
- 3 gennaio - Olga San Juan, attrice e cantante statunitense (n. 1927)
- 4 gennaio - Lei Clijsters, calciatore e allenatore di calcio belga (n. 1956)
- 4 gennaio - Ivan Gubijan, martellista jugoslavo (n. 1923)
- 4 gennaio - Gert Jonke, scrittore e poeta austriaco (n. 1946)
- 4 gennaio - Arvid Knutsen, calciatore norvegese (n. 1944)
- 4 gennaio - Mario Magnotta, operaio italiano (n. 1942)
- 4 gennaio - Walter Monier, partigiano, giornalista e traduttore italiano (n. 1927)
- 4 gennaio - Roberto Pariante, regista italiano (n. 1932)
- 4 gennaio - Franco Politano, politico italiano (n. 1939)
- 5 gennaio - Griffin Bell, politico statunitense (n. 1918)
- 5 gennaio - Adolf Merckle, imprenditore tedesco (n. 1934)
- 6 gennaio - Cheryl Holdridge, attrice statunitense (n. 1944)
- 7 gennaio - Vittorio Nisticò, giornalista e saggista italiano (n. 1919)
- 7 gennaio - Puck Oversloot, nuotatrice olandese (n. 1914)
- 7 gennaio - Sergio Piro, psichiatra italiano (n. 1927)
- 8 gennaio - Alberto Eliani, calciatore e allenatore di calcio italiano (n. 1922)
- 8 gennaio - Don Galloway, attore statunitense (n. 1937)
- 8 gennaio - Lamya, cantante omanita (n. 1973)
- 8 gennaio - Gaston Lenôtre, pasticciere francese (n. 1920)
- 8 gennaio - Zsuzsanna Morvay, schermitrice ungherese (n. 1929)
- 8 gennaio - Richard John Neuhaus, presbitero, scrittore e teologo canadese (n. 1936)
- 8 gennaio - Flavio Orlandi, politico italiano (n. 1921)
- 9 gennaio - Franco Levi, ingegnere italiano (n. 1914)
- 9 gennaio - Vittorio Mosa, calciatore italiano (n. 1945)
- 9 gennaio - Gunnar Nielsen, attore svedese (n. 1919)
- 9 gennaio - Kaarle Ojanen, scacchista finlandese (n. 1918)
- 9 gennaio - Ugo Sasso, architetto italiano (n. 1947)
- 9 gennaio - Thomas Charles Van Flandern, astronomo statunitense (n. 1940)
- 10 gennaio - Pio Laghi, cardinale e arcivescovo cattolico italiano (n. 1922)
- 10 gennaio - Giorgio Mondadori, editore e dirigente sportivo italiano (n. 1917)
- 10 gennaio - Luigi Montesano, giurista italiano (n. 1926)
- 10 gennaio - Joaquín Murillo, calciatore spagnolo (n. 1932)
- 10 gennaio - Sidney Wood, tennista statunitense (n. 1911)
- 10 gennaio - Elżbieta Zawacka, partigiana polacca (n. 1909)
- 11 gennaio - Quirino De Ascaniis, presbitero e missionario italiano (n. 1908)
- 11 gennaio - Isidore De Rijck, ciclista su strada belga (n. 1926)
- 11 gennaio - Antonio Durán, allenatore di calcio e calciatore spagnolo (n. 1924)
- 11 gennaio - Shigeo Fukuda, designer giapponese (n. 1932)
- 11 gennaio - Roger Guillaume, cestista francese (n. 1934)
- 11 gennaio - Angelino Rosa, calciatore italiano (n. 1948)
- 11 gennaio - Milan Rúfus, poeta, saggista e scrittore slovacco (n. 1928)
- 12 gennaio - Claude Berri, regista, sceneggiatore e attore francese (n. 1934)
- 12 gennaio - Russ Conway, attore canadese (n. 1913)
- 12 gennaio - Friaça, calciatore brasiliano (n. 1924)
- 12 gennaio - Paul Le Bohec, pedagogista francese (n. 1921)
- 12 gennaio - Adriana Motti, giornalista e traduttrice italiana (n. 1924)
- 13 gennaio - Tommy Casey, calciatore nordirlandese (n. 1930)
- 13 gennaio - Cousin Junior, wrestler statunitense (n. 1960)
- 13 gennaio - Nicolas Genka, scrittore francese (n. 1937)
- 13 gennaio - Antti Hyvärinen, saltatore con gli sci finlandese (n. 1932)
- 13 gennaio - Patrick McGoohan, attore e regista statunitense (n. 1928)
- 13 gennaio - Mauro Saviola, imprenditore italiano (n. 1938)
- 13 gennaio - W. D. Snodgrass, poeta statunitense (n. 1926)
- 14 gennaio - Dušan Džamonja, scultore croato (n. 1928)
- 14 gennaio - Franco Marchi, calciatore italiano (n. 1923)
- 14 gennaio - Ricardo Montalbán, attore messicano (n. 1920)
- 14 gennaio - Arne Næss, filosofo e alpinista norvegese (n. 1912)
- 14 gennaio - John Sveinsson, allenatore di calcio e calciatore norvegese (n. 1922)
- 14 gennaio - Gennadij Šatkov, pugile sovietico (n. 1932)
- 15 gennaio - Ismael Mafra Cabral, calciatore brasiliano (n. 1938)
- 15 gennaio - Maurice Chappaz, poeta e scrittore svizzero (n. 1916)
- 15 gennaio - Olivier Clément, teologo francese (n. 1921)
- 15 gennaio - Veronika Dudarova, direttrice d'orchestra sovietica (n. 1916)
- 15 gennaio - Mario Mastria, doppiatore italiano (n. 1920)
- 15 gennaio - Luigi Naddeo, compositore e musicista italiano (n. 1934)
- 15 gennaio - Leo Rwabdogo, pugile ugandese (n. 1949)
- 15 gennaio - Tapan Sinha, regista indiano (n. 1924)
- 15 gennaio - Craig Stimac, giocatore di baseball statunitense (n. 1954)
- 16 gennaio - Aad Bak, calciatore olandese (n. 1926)
- 16 gennaio - Becky Behar, saggista e superstite dell'Olocausto turca (n. 1929)
- 16 gennaio - Ugo Dell'Ara, ballerino e coreografo italiano (n. 1921)
- 16 gennaio - John Mortimer, avvocato, drammaturgo e sceneggiatore inglese (n. 1923)
- 16 gennaio - Sherwin Raiken, cestista statunitense (n. 1928)
- 16 gennaio - Joop Wille, calciatore olandese (n. 1920)
- 16 gennaio - Andrew Wyeth, pittore e artista statunitense (n. 1917)
- 17 gennaio - Vincenzo Buonocore, giurista e politico italiano (n. 1932)
- 17 gennaio - Tomislav Crnković, calciatore jugoslavo (n. 1929)
- 17 gennaio - Gary Hill, cestista statunitense (n. 1941)
- 17 gennaio - Italo Mereu, giurista italiano (n. 1921)
- 17 gennaio - Katrine Michelsen, attrice e modella danese (n. 1966)
- 18 gennaio - Kathleen Byron, attrice inglese (n. 1921)
- 18 gennaio - Warren Fenley, cestista e allenatore di pallacanestro statunitense (n. 1922)
- 18 gennaio - Seymour Schwartzman, cantante lirico statunitense (n. 1930)
- 18 gennaio - James Elms Swett, militare e aviatore statunitense (n. 1920)
- 18 gennaio - Grigore Vieru, poeta moldavo (n. 1935)
- 19 gennaio - Anastasija Baburova, giornalista ucraina (n. 1983)
- 19 gennaio - Victor Dolipschi, lottatore rumeno (n. 1950)
- 19 gennaio - Stanislav Markelov, giornalista e avvocato russo (n. 1974)
- 19 gennaio - Viking Palm, lottatore svedese (n. 1923)
- 19 gennaio - Luigi Preti, politico e scrittore italiano (n. 1914)
- 19 gennaio - José Torres, pugile e scrittore portoricano (n. 1936)
- 20 gennaio - Johnny Dixon, calciatore inglese (n. 1923)
- 20 gennaio - Stefano II Ghattas, cardinale e patriarca cattolico egiziano (n. 1920)
- 20 gennaio - Dante Lavelli, giocatore di football americano statunitense (n. 1923)
- 20 gennaio - David "Fathead" Newman, sassofonista statunitense (n. 1933)
- 20 gennaio - Zvonko Petričević, cestista jugoslavo (n. 1940)
- 21 gennaio - Jaime Belmonte, calciatore messicano (n. 1934)
- 21 gennaio - Elena Giusti, attrice e cantante italiana (n. 1917)
- 21 gennaio - Jean Jadot, arcivescovo cattolico belga (n. 1909)
- 21 gennaio - Charles W. Juels, astronomo statunitense (n. 1944)
- 21 gennaio - Claude Moliterni, fumettista, scrittore e sceneggiatore francese (n. 1932)
- 21 gennaio - Peter Persidis, allenatore di calcio e calciatore austriaco (n. 1947)
- 22 gennaio - Vic Crowe, allenatore di calcio e calciatore gallese (n. 1932)
- 22 gennaio - Paola Manzini, politica italiana (n. 1955)
- 22 gennaio - Clément Pinault, calciatore francese (n. 1985)
- 22 gennaio - Olga Radenković, cestista jugoslava (n. 1932)
- 22 gennaio - Louis-Paul-Armand Simonneaux, vescovo cattolico francese (n. 1916)
- 22 gennaio - Ágnes Szabó, cestista ungherese (n. 1936)
- 23 gennaio - William Thomas Hallenback, attivista e pacifista statunitense (n. 1952)
- 23 gennaio - Rocco Lo Presti, mafioso italiano (n. 1937)
- 23 gennaio - Else Nordhagen, sciatrice alpina norvegese (n. 1933)
- 23 gennaio - Francesco Novara, psicologo italiano (n. 1923)
- 23 gennaio - George Perle, compositore statunitense (n. 1915)
- 23 gennaio - Héctor Rossetto, scacchista argentino (n. 1922)
- 23 gennaio - Sandro Sardone, doppiatore italiano (n. 1940)
- 24 gennaio - Fernando Cornejo, calciatore cileno (n. 1969)
- 24 gennaio - Leonard Gaskin, contrabbassista statunitense (n. 1920)
- 24 gennaio - Marie Glory, attrice francese (n. 1905)
- 24 gennaio - Karl Koller, allenatore di calcio e calciatore austriaco (n. 1929)
- 24 gennaio - Bernard C. Webber, marinaio e militare statunitense (n. 1928)
- 24 gennaio - Kay Yow, allenatrice di pallacanestro statunitense (n. 1942)
- 25 gennaio - Gérard Blanc, cantautore e compositore francese (n. 1947)
- 25 gennaio - Mamadou Dia, politico senegalese (n. 1910)
- 25 gennaio - Eleanor Francis Helin, astronoma statunitense (n. 1932)
- 25 gennaio - Ewald Kooiman, organista olandese (n. 1938)
- 25 gennaio - Kim Manners, produttore televisivo, regista e attore statunitense (n. 1951)
- 25 gennaio - Gianluigi Marianini, personaggio televisivo italiano (n. 1918)
- 25 gennaio - Tony Bruni, cantante e attore teatrale italiano (n. 1931)
- 25 gennaio - Caspar von Schrenck-Notzing, scrittore e editore tedesco (n. 1923)
- 26 gennaio - Giorgio Da Costa, allenatore di calcio e calciatore italiano (n. 1920)
- 26 gennaio - John Isaacs, cestista statunitense (n. 1915)
- 26 gennaio - Ivan Jensen, calciatore danese (n. 1922)
- 26 gennaio - Darrell Sandeen, attore statunitense (n. 1930)
- 27 gennaio - Evgenija Petrovna Antipova, artista e pittrice russa (n. 1917)
- 27 gennaio - Hans Erich Bogatzky, architetto tedesco (n. 1927)
- 27 gennaio - Michael Majerus, genetista e entomologo britannico (n. 1954)
- 27 gennaio - Holmfrid Olsson, biatleta svedese (n. 1943)
- 27 gennaio - Mino Reitano, cantautore, compositore e attore italiano (n. 1944)
- 27 gennaio - John Updike, scrittore, poeta e giornalista statunitense (n. 1932)
- 27 gennaio - Ramaswamy Venkataraman, politico indiano (n. 1910)
- 27 gennaio - Klaus Wiese, polistrumentista tedesco (n. 1942)
- 27 gennaio - Remo Wolf, incisore italiano (n. 1912)
- 28 gennaio - Glenn Davis, ostacolista e velocista statunitense (n. 1934)
- 28 gennaio - Oswald Karch, pilota automobilistico tedesco (n. 1917)
- 28 gennaio - Georg Miske, sollevatore tedesco (n. 1928)
- 28 gennaio - Billy Powell, musicista statunitense (n. 1952)
- 28 gennaio - Gyula Pálóczi, lunghista ungherese (n. 1962)
- 28 gennaio - Armando Ravaglioli, scrittore, critico d'arte e giornalista italiano (n. 1918)
- 29 gennaio - Jurij Avruckij, calciatore sovietico (n. 1944)
- 29 gennaio - Hank Crawford, sassofonista, arrangiatore e compositore statunitense (n. 1934)
- 29 gennaio - Maria Luisa Gatti Perer, storica dell'arte italiana (n. 1928)
- 29 gennaio - Hélio Gracie, artista marziale brasiliano (n. 1913)
- 29 gennaio - Willi Köchling, calciatore tedesco (n. 1924)
- 29 gennaio - Moreno Martini, ostacolista italiano (n. 1935)
- 29 gennaio - John Martyn, cantautore e chitarrista scozzese (n. 1948)
- 29 gennaio - Heinrich Steiner, pittore e incisore tedesco (n. 1911)
- 29 gennaio - François Villiers, regista e sceneggiatore francese (n. 1920)
- 30 gennaio - Achille Casanchini, calciatore italiano (n. 1919)
- 30 gennaio - Mike Francis, cantautore e compositore italiano (n. 1961)
- 30 gennaio - H. Guy Hunt, politico statunitense (n. 1933)
- 30 gennaio - Safar Iranpak, calciatore iraniano (n. 1947)
- 30 gennaio - Ingemar Johansson, pugile svedese (n. 1932)
- 30 gennaio - Teddy Mayer, dirigente sportivo statunitense (n. 1935)
- 30 gennaio - Walter Omiccioli, aviatore italiano (n. 1920)
- 31 gennaio - Lino Aldani, scrittore italiano (n. 1926)
- 31 gennaio - Nicola Capria, politico e avvocato italiano (n. 1932)
- 31 gennaio - Mike Kearns, cestista statunitense (n. 1929)
- 31 gennaio - Dewey Martin, batterista canadese (n. 1940)
- 31 gennaio - Antonio Spinosa, scrittore, giornalista e storico italiano (n. 1923)
- 31 gennaio - Pieter Van den Bosch, calciatore belga (n. 1927)